# جون فيرث
جون فيرث (بالإنجليزية: John Firth)‏ هو لاعب كرة قاعدة أمريكي، ولد في 6 مايو 1855 في لوويل في الولايات المتحدة، وتوفي في 23 يونيو 1902 في Tewksbury, Massachusetts ‏ في الولايات المتحدة.

## وصلات خارجية
- جون فيرث على موقعبيزبول رفرنس.كوم (الدوري الرئيسي) (الإنجليزية)
- جون فيرث على موقعبيزبول رفرنس.كوم (الدوري الثانوي) (الإنجليزية)